# Två år, åtta månader och tjugoåtta nätter
Två år, åtta månader och tjugoåtta nätter är en roman av Salman Rushdie utgiven 2015.
Romanen utspelar sig i en nära framtid. Den handlar om jinner, och är en berättelse om en jinnprinsessa och hennes många ättlingar som lever i en egen avskild värld. Jinnerna har magiska förmågor, är både goda och onda, och tar sig in i världen under en tid av kris som kallas för "egendomligheternas tid" som varar i två år, åtta månader och tjugoåtta dagar. En filosofisk fejd om förnuft och tro som står mellan rationalisten Averroes och teologen Al-Ghazali ingår också i handlingen. Romanens titel syftar på Tusen och en natt.

## Mottagande
"Två år, åtta månader och tjugoåtta nätter är en roman som verkar på flera plan. Det är inte bara en fängslande berättelse och en skrattspegel över vår samtid. Som Rushdietvinnade röda trådar löper även en filosofisk, religiös och ideologisk diskussion genom boken. Det är sagolikt."  – Svenska Dagbladet
"Rushdie är vår Sheherazade. Outtröttligt lägger han berättelser i varandra och vecklar sedan ut den ena efter den andra med en sådan okuvlig förtjusning att det kommer som en chock när man minns att han, liksom hon, har levt sitt berättarliv i akut livsfara." – Ursula K. Le Guin i The Guardian